# Zulawski Andor
Ifj. lovag Zulawski Andor, Makoldy-Zulawski Andor, született: Zulawski Andor Sándor Tibor (Budapest, 1904. december 24. – Budapest, 1951. február 13.) jogász, székesfővárosi fogalmazó és főjegyző, irodalomkritikus, publicista, költő, a magyar–lengyel kapcsolatok jelentős alakja.

## Élete
A Zulawski család az 1848–49-es forradalom és szabadságharc idején érkezett Magyarországra. Édesapja, idősebb Zulawski Andor (eredeti neve: András Gyula József) a k. u. k. tartalékos századosa, miniszteri tanácsos, ipari szakiskolai igazgató és szakfelügyelő volt. Nővérét, Babyt (1900–1919) és édesanyját, Makoldy Matild Julianna Hildegardot (1876–1928) korán elvesztette. Születésekor a család a budapesti Dembinski utcában élt. Tanulmányait a VI. kerületi főgimnáziumban és a Szent István főgimnáziumban végezte, majd jogot tanult a budapesti egyetemen.
Első, verses könyvét édesanyjának írta 1922-ben, vigasztalásul húga halála miatt. A könyv címlapját rokona, Makoldy József festőművész rajzolta. 1924-ben részt vett a József Ferenc főherceg támogatását élvező Auróra irodalmi kör megalapításában, melynek alelnöke lett. A kör megalapítására a Magyar Tudományos Akadémia, a Petőfi Társaság és a Szent István Akadémia is felfigyelt. Az egyesület Császár Elemér egyetemi tanár vezetésével a keresztény és nemzeti elvekért akart küzdeni. A következő évben a kör egyik tagja, barátja, Szász Károly költő a halálhírét terjesztette. Nekrológot írt a szigorló jogász korai haláláról egy országos napilapba, és formális gyászjelentést is közöltek.
1926-ban bált szervezett, melynek védnökei Auguszta főhercegnő és József Ferenc főherceg volt. A bálon sok olyan személy megjelent, akiknek szerepe volt a magyar–lengyel kapcsolatok terén. Így Bethlen István, Csekonics Iván, Lukács György, Scitovszky Tibor és Teleki Pál felesége, Apponyi Albertné, Horthy István és Lázár Mária színésznő, a Czartoryski hercegi család grófi ágának magyarországi leszármazottja.
1927-ben az Auróra körben plágiummal vádolták meg. Szász Károllyal és professzorával, Császár Elemérrel  megszakadt a barátsága. Császárt párbajra hívta, aki nem fogadta el a kihívást. Azzal vádolták, hogy Az új magyar irodalom problémái c. könyve Zoltvány Irén Lajos Erotika és irodalom c. művéből emelt át bő terjedelemben. Az ügyet súlyosbította, hogy egy országos napilap hírt adott a botrányról.
Irodalomelméleti és irodalompolitikai munkájával nem hagyott fel teljesen, alkalmilag verseket is közölt, és továbbra is jó kapcsolatokat ápolt legitimista, keresztényszociális körökkel. 1928-ban a Zulawski család képviseletében tagja volt annak a küldöttségnek, amely felkereste Londonban lord Rothermeret, és ajándékot vitt neki. Utazásáról cikksorozatban számolt be lapjánál, a Kis Újságnál. 1929 tavaszán előadott a Művészet és Művelődés Magyar Nők Köre rendezvényén, amelyen Wenckheim Józsefné (Wenckheim Denise) elnökölt. Előadásának címe Korunk válsága és a nyugatos irodalom volt. (A Wenckheim családból jött Széchenyi Károly, a Magyar–Lengyel Egyesületek Szövetsége és az 1939-ben alakult Magyar–Lengyel Menekültügyi Bizottság elnöke, valamint Károlyi Józsefné, a Bizottság második elnöke. Előbbi édesanyja Wenckheim Krisztina volt, utóbbi lánykori neve Wenckheim Margit.)
Néhány héttel később házasságot kötött Próbáld Sárával, csanaki Próbáld Károly honvédségi főhadbiztos lányával. Kettős esküvőt tartottak, a menyasszony testvére is ekkor nősült. Házasságuk valószínűleg gyermektelen maradt. Felesége sokat szenvedett, de haláláig kitartott mellette.
Még ebben az évben a 4 millió tagot számláló, Herczeg Ferenc vezette Társadalmi Egyesületek Szövetsége (TESz) országos akciót indított a magyar irodalom nemzeti hagyományainak érdekében, amelyben a TESz irodalmi és művészeti osztályának vezetőjeként vett részt, többek között Szabolcska Mihály, Kenedy Géza, Szontagh Tamás és Szörtsey József irányításával.
1930-ban a fővárosnál ideiglenes tanácsi segédfogalmazóként dolgozott. Az év végén a TESz társelnökeként kitüntetést adott át Nyáry Albertnek és Bartel Jánosnak a Magyar–Lengyel Egyesület megalapításának 20. évfordulóján. Ekkoriban kezdett külpolitikai munkába, melyről előadásokon számolt be.
1932-ben az Országos Sobieski-ünnepség Előkészítő Bizottság alelnökévé választották, elnöknek Nyáry Albertet. 1933 és 1935 között a legjelentősebb hazai kulturális egyesületek közé sorolt Magyar Mickiewicz Társaság titkára volt, melynek korábban szintén Nyáry volt az ügyvezető elnöke. (Az ő titkári idejében Pekár Gyula író, országgyűlési képviselő volt az elnök.) Ekkortájt ritkán szerepelt a neve a sajtóban.
1935-ben részt vett Müller Antal, a Keresztény Gazdasági és Szociális Párt politikusának választási kampányában, a gyűléseken beszédet mondott. A párt a keresztény erkölcsért, a termelő és nemzetépítő munkáért, a családvédelemért állt ki, követelve a munkaszabadság, a munkabérminimum, a heti munkaidő, a mangánalkalmazottak és az ipari munkások viszonyainak a rendezését, továbbá a köztisztviselők függetlenségét, a közterhek arányosítását, a közszállítási szabályzat reformját, valamint a közüzemek és a közmunkák megteremtését.
1936-ban megválasztották a Magyar-Lengyel Egyesület társelnökévé.
Miután édesapja elhunyt, használni kezdte a Makoldy-Zulawsi nevet. Valószínű, hogy anyai nagymamája, akinek lakásában feleségével együtt éltek, 1933-ban örökbe fogadta. Év végén támadás indult ellene azzal, hogy sikkasztott a fővárosnál az emlékhelyek karbantartásával kapcsolatos pénzekből. Lukáts Elemér védte meg, büntetőeljárás nem indult az ügyben. Ebben az időben a Bethlen Gábor utcában élt, 1939-ben a Nagymező utcában.
1943-ban újabb botrányba keveredett. A lapok azt írták róla, hogy gyomorfekélye volt, és a fájdalmai miatt morfiummal kezelték, amelynek rabja lett. Egy alkalommal hiányos öltözetben, revolverrel a kezében a bérház folyosóján táncolt és énekelt, majd összetörte lakása bútorzatát. Felesége ekkor elmenekült. Később rendőrök törtek rá, akik a lakásban holtan találták 90 éves nagymamáját. Elmegyógyintézetbe szállították, és az terjedt el róla, hogy ő ölte meg az idős asszonyt. Az eset után terjedelmes írásban mutatta be a Színházi Magazin, amelynek korábban két verset küldött, hogy feleségének örömet okozzon. Az újság szerint az asszony megbocsátott neki. 1944-ben hasonló eset játszódott le. Felesége elmenekült, majd a rendőrök ártalmatlanná tették, és gyógykezelésre szállították. Nem sokkal később nyilatkozata jelent meg, amelyben hatósági vizsgálatokra hivatkozva tagadta, hogy elmebeteg lenne és megölte a nagymamáját, valamint hogy revolverrel bárkit fenyegetett volna.
A fővárosnál nem szűnt meg az állása. 1946-ban biztosnak nevezték az egyik ipartestülethez. 1948-ban a főváros polgármestere főjegyzőnek nevezte ki. Ugyanezen a napon kizárta a Magyar Kommunista Párt és Szociáldemokrata Párt egységbizottsága a pártból, a főváros rendelkezési állományba sorolta, a Szabad Nép pedig támadást indított ellene. Megírták, hogy gyakran cserélt állást korrupció miatt, jobboldali, megölte nagymamáját, és fiatal korában támadta Adyt.
Ezt követően eltűnt, sorsa ismeretlen. Halálát az anyakönyvi bejegyzés szerint „bódítószer-mérgezés és idült gyomorfekély” okozta. A Fiumei úti sírkertben helyezték nyugalomra.

## Munkássága
Költőként és irodalomkritikusként az 1920–1930-as években működött. Elsősorban Ady Endre értékelésével kapcsolatban fejtett ki kritikai munkásságot. Kisebb füzetekben dolgozta fel látásmódját, de több folyóiratban is írt cikkeket, és előadásokat is tartott.
Versek
Kevés verseit írt, és első, talán egyetlen verseskötetét gyér kritika kísérte. Azt emelték ki, hogy hittel teli imádságait, vallásos aforizmáit néha extatikus hangulat, magyaros és költői nyelvezet jellemzi, a könyvecske lényegében prózában megírt költemény.
Irodalompolitika
Korának irodalmi életét lelki romlással és anarchiával jellemezte, melyet a züllés, kéjelgés, ficsúrkodás számlájára írt. A nemzeti irodalom, és ezáltal a nemzeti kultúra megmentését az összefogásban látta, együtt azzal, hogy a kultúrpolitika a tudományt és a társadalmat is fogja össze az irodalommal a célért. Példának Németországot hozta fel, ahol az első világháború után törvényt hoztak a goethei hagyomány védelmére. Erre hivatkozva bizonyos könyvek ifjúságtól való elzárását javasolta, illetve büntetőeljárás kezdeményezését azok ellen, akik nemzetellenes műveket alkotnak.
Társadalmi oldalról egyesületek létrehozását, könyvek bojkottját javasolta. A tudománytól (különösen az Akadémiától) azt követelte, hogy vegye ki a részét a nemzeti érzés és gondolat megerősítéséből, és hagyjon fel passzivitásával a nemzeti élettel szemben. Fontosnak tartotta az irodalomtörténet fejlesztését is, és tagadta, hogy az esztétikai érték megelőzné a magyarság-gondolatot. Helyesnek Gyulai Pál munkásságát tartotta, aki szerint Goethe megcsalt szerelmének, Friderikának „feldúlt boldogsága mindenesetre ér annyit, mint Goethe legszebb költeménye”. Másik példaként Szabó Dezső szavait idézi: „a patentírozott magyarok hitvány régi irodalmuk cafatjaiban bolházzák a nemzeti szellemet” (Nyugat, 1911).
Annak az okát, hogy a nemzet nemzetietlen és erkölcstelen költőket ünnepel, abban látta, hogy az irodalomtudomány gyáva és nem találja az utat a jelenhez, távolságot tart a mindennapoktól, mert az időre bízza, hogy kirostálja a rosszat.
Ady-kritika
Az alapvető Ady-kérdésnek azt tartotta, hogy mi vitte a költő „keleti fajmagyar lelkét házasságra” az idegen szellemmel, hogyan lett a „hepe-hupás vén Szilágyság ízig-vérig kurtanemes magyarja” „Páris-rajongó, aki a magyar Bakony imádatát fölcseréli a Szajna-menti kőtenger bálványozásával”.
Válaszában a Léda-típusú szerelmet és a pénzt nevezte meg okként. Ady Lajosra hivatkozva úgy vélte, hogy Léda több volt múzsánál. Franciából és németből fordított Adynak, mert a költő nem vagy nem jól beszélt e nyelveken. Az asszony kedvéért kezdett franciául tanulni, és általa jutott el a francia impresszionista és szimbolista költők (Baudelaire, Verlaine, Rimbaud) megismeréséhez. Általában is ő ismertette meg a Nyugat életfelfogásával és magatartásmintáival, melynek egyik példája, hogy Léda férjével hosszan tartó hármas viszony folyt köztük.
A pénzről szólva kiemelte, hogy Ady mecénásai, Hatvany Lajos és köre, „valósággal idegenkedett a magyar nemzeti szellemtől, e szellem legtöbb vágyától és törekvésétől”.
Gálos Rezső kutatásai alapján felhívta a figyelmet, hogy Ady féltucat verse az Új versek c. kötetben valójában fordítás, ennek jelzése nélkül. Sőt, az egyik legszebb Ady-vers is, A halál rokona, mely eredetileg Felix Dörmann Was ich liebe c. verse.

## Művei
Könyvek

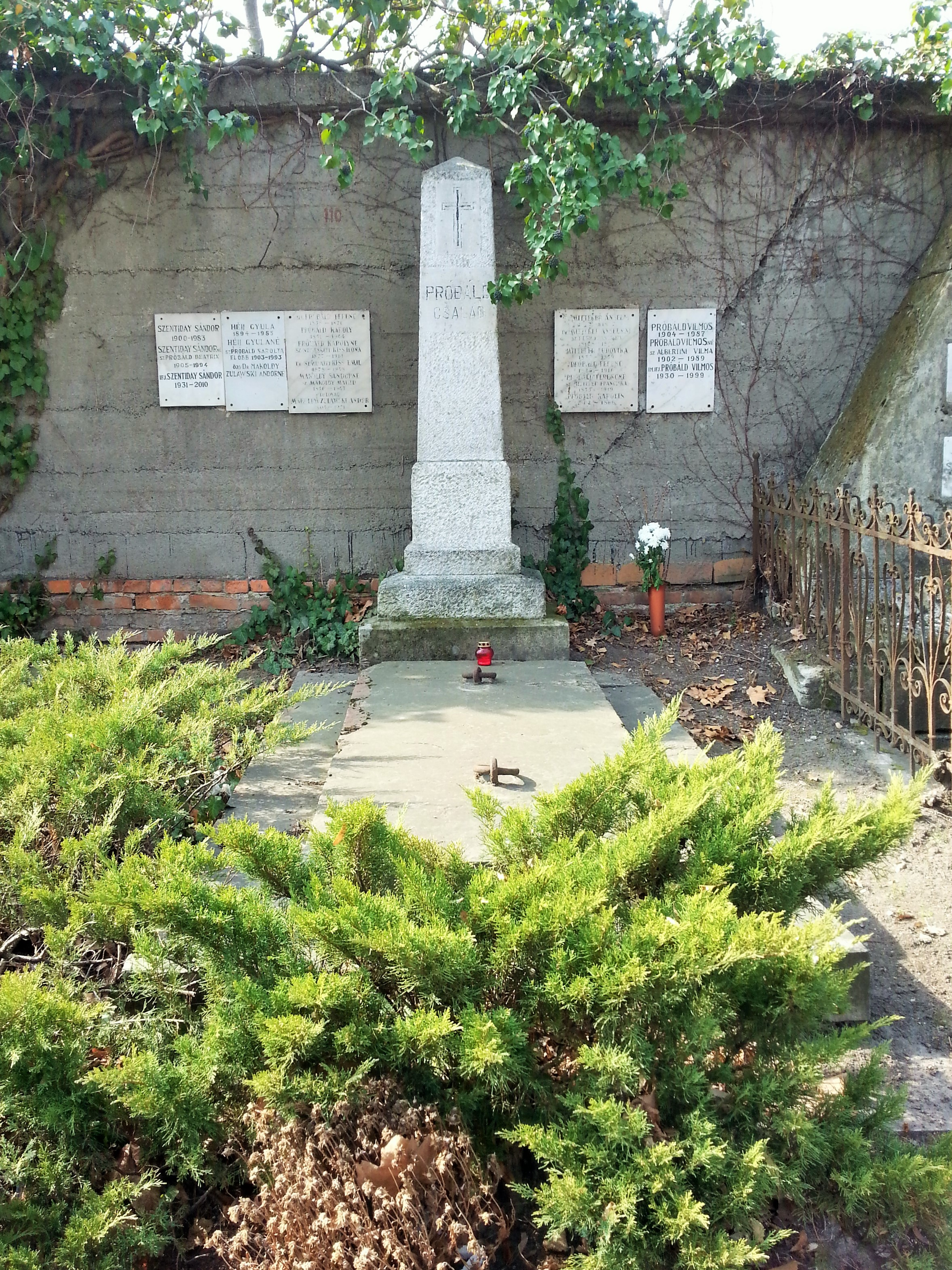
Nyughelye a Fiumei úti sírkertben

- Anyák a mester lábainál. Elmélkedések és imák. (A címlap ákosi Makoldy József festőművész munkája). Budapest: Szt-István-társ. biz., 102. o. (1922)
- Írás Adyról. Budapest: Renaissance, 160. o. (1924)
- Petőfi–Ady. Budapest: Renaissance, 108. o. (1925)
- Az új magyar irodalom problémái. Budapest: Wodianer, 138. o. (1928)
- Irodalompolitika. Új élet – Új irodalom. Budapest: Wodianer, 157. o. (1928)
- A Nyugat útja, 20. o. (1930)
- „A diadalmas világnézet”. Tanulmányok Prohászka Ottokárról. Budapest: Stádium, 114. o. (1932)

Cikkek, beszédek
- (1923-1924) „Az Ady-kérdéshez”. Uránia 24-25, 18–19. o. (Hozzáférés: 2024. december 26.)
- (1925. december 30.) „A társadalom gerinctelensége”. 8 Órai Újság 11 (294), 4. o. (Hozzáférés: 2024. december 26.)
- (1926) „A tűznek nem szabad kialudni. Móricz Zsigmond könyvének bírálata”. Nemzeti Élet (35).
- (1926) „Vae victis. A dekadens írók nyelvrontásáról”. Nemzeti Élet (37). (Hozzáférés: 2024. december 26.)
- (1927. február 13.) „Irodalompolitika”. Pásztortűz 13 (3), 62-64. o. (Hozzáférés: 2024. december 26.)
- (1927) „Megnyitó beszéd az április hó 5-i Petőfi–Madách–Jókai emlékünnepélyen”. Az Aurora Kör Értesítője, 17–26. o.

Versek
- (1924. március 2.) „Judit-dalok. (Két vers: Judit karjaiban és Ma még nem késő.)”. Ország-Világ 45 (10), 74. o. (Hozzáférés: 2024. december 26.)
- (1924. november 2.) „Csendélet a szomorúságban”. Ország-Világ 45 (45), 322. o. (Hozzáférés: 2024. december 26.)
- (1925. január 4.) „Örök birok”. Ország-Világ 46 (1), 6. o. (Hozzáférés: 2024. december 26.)
- (1937. május 9.) „A Duna vallomása”. Dunántúl 27 (104), 1. o. (Hozzáférés: 2024. december 26.)
- (1943. december 22.) „„Sírfámon ez álljon””. Szinházi Magazin 7 (1), 28. o. (Hozzáférés: 2024. december 26.)
- (1943. december 22.) „Hangulat, 1939 (Suomi)”. Szinházi Magazin 7 (1), 28. o. (Hozzáférés: 2024. december 26.)

## Társaságok
- Auróra-kör Magyar Irodalmi Társaság (alelnök, 1924–1927)
- Társadalmi Egyesületek Szövetsége (osztályvezető, 1929)
- Német Becsületrend (tag, 1931)[43]
- Magyar–Lengyel Egyesület (társelnök, 1936)
- Magyar Mickiewicz Társaság (titkár, 1933-1935)

## Egyéb irodalom
- Pogány, Albert (1924. március 31.). „Ifj. Zulawski Andor: „Írás Adyról.””. Pásztortűz 10 (6), 511–512. o. (Hozzáférés: 2024. december 26.)
- Várdai, Béla (1924). „Ifj. Zulawski Andor: Írás Adyról”. Katholikus Szemle 37 (8), 511–512. o. (Hozzáférés: 2024. december 26.)
- H. (1926). „Ifj. Zulawski Andor: Petőfi-Ady. Budapest, 1925. 108 l.”. Irodalomtörténet 15 (2), 98. o. (Hozzáférés: 2024. december 26.)
- Ky–S. (1926). „Az Ady-irodalom újabb termékei”. Budapesti Szemle 202 (586), 464–474. o. (Hozzáférés: 2024. december 26.)
- Horváth, Béla (1927). „Zulawski Andor: Az új magyar irodalom problémái”. Irodalomtörténet 16 (7–8), 332–332. o. (Hozzáférés: 2024. december 26.)
- Sz., K. (1927. február 6.). „Fiatal írók. Zalavári Ödön, Szőke Sándor, Zulawski Andor”. Budapesti Hírlap 47 (29), 19. o. (Hozzáférés: 2024. december 26.)
- Horváth, Béla (1929). „Zulawski Andor: Irodalompolitika”. Irodalomtörténet 18 (1–2), 42–43. o. (Hozzáférés: 2024. december 26.)
- (1932) „Zulawski Andor: A diadalmas világnézet”. Irodalomtörténet 21 (3–4), 52. o. (Hozzáférés: 2024. december 26.)
- Fazekas, Csaba (2016). „Adalékok Prohászka Ottokár Ady-kritikájához”. Publicationes Universitatis Miskolcinensis, Sectio Philosophica Tomus 20 (Fasc. 1), 69–89. o. (Hozzáférés: 2024. december 26.)